# Битка код Лавова (1914)
Битка код Лавова или битка код Лемберга је прва велика битка између Русије и Аустроугарске у Првом светском рату. Битка се одвијала од 26. августа до 11. септембра 1914. године. Руси су заузели Лавов и помакли су фронт за 160 километара. Аустроугарска војска је била десеткована. Поразом код Лавова у руско заробљеништво је пало доста српских војника, који си били под управом Аустроугарске, посебно из Баната и Славоније.

## Увод
Пошто су Руси били поражени у Источној Пруској, начелник генералштаба аустроугарске војске Конрад фон Хецендорф је одлучио да започне са офанзивом у Галицији, пре него што Руси буду имали још већу бројчану надмоћ. Руски командант Николај Иванов је очекивао офанзиву близу Лавова. Због тога је покренуо две руске армије са југа и још две армије, које би нападале са севера.

## Битка

### Северни фронт
Аустроугарска 1. армија под командом Виктора Данкла кретала се према Брест-Литовску, да би прекинула железничку пругу Кијев-Варшава. Данкл је напао и потиснуо руску 4. армију у бици код Красника. Десно од аустријске 1. армије, аустријска 4. армија је потиснула руску 5. армију под командом Павела Плехве.

### Јужни фронт
Како су Руси били потискивани на северном фронту аустријска армијска група под командом Ковеса је у исто време напредовала против Ивановљева левога крила. На јужном фронту Иванов је имао 3. армију под командом Николаја Руска и 8. армију под командом способнога Алексеја Брусилова. У бици код Гњиле Липе 26. августа-30. августа 1914. руска 3. и 8. армија су оставрили велику победу над аустроугарском војском. Аустријска војска се нашла у расулу да се дуго није могла регруписати. Није им помогло ни то што су Руси имали застој због лоших путева.

### Лемберг
Пошто се цела Ковесова група јако повлачила, Конрад фон Хецендорф је повукао снаге са севернога фронта, јер је сматрао да ту Руси више не представљају опасност након пораза у бици код Красника. Међутим Руси су и ту представљали опасност, јер је Иванов наредио руској 5. армији да нападне и потисне аустроугарску војску, чим су почели са премештањем војске на југ у битку познату под називом битка код Раве Рускаје. Позвали су брзо и аустријску 2. армију из Србије, али било је прекасно, јер је разбијен цели аустријски фронт у Галицији, а Руси су преузели контролу над Лавовом.

## Резултати
Кад се аустроугарска војска почела повлачити војници Словени су се предавали, а неки су чак прешли да се боре у руској војсци против Аустроугарске. До 11. септембра Руси су заробили 130.000 аустријских војника. Аустроугарска војска је имала 300.000 жртава. Руси су померили линију фронта за 160 километара на Карпате, а аустријска тврђава у Пшемислу је остала опкољена, а опсада Пшемисла је трајала преко 100 дана. Та битка код Лавова је десетковала аустроугарску војску, остали су без великога дела обучених официра. Иако су Руси били тешко поражени у бици код Таненберга, руска победа код Лавова спречила је да тај дебакл има свој пуни одраз на руско јавно мјење.